# Euoplos mcmillani
Euoplos mcmillani är en spindelart som först beskrevs av Main 2000.  Euoplos mcmillani ingår i släktet Euoplos och familjen Idiopidae.
Artens utbredningsområde är Western Australia. Inga underarter finns listade i Catalogue of Life.